# Zablaće
 Ovo je glavno značenje pojma Zablaće. Za naselje u općini Čačak, Srbija pogledajte Zablaće (Čačak, Srbija).
Zablaće je šibensko naselje smješteno uz obalu u blizini hotelskog naselja Solaris u Šibensko-kninskoj županiji. 
Od popisa stanovništva 1981. godine Zablaće postaje dio naselja Šibenik. 

## Šport
U Zablaću djeluje boćarski klub Solaris.